# Constitution de Lecompton
 (juillet 2010).
Si vous disposez d'ouvrages ou d'articles de référence ou si vous connaissez des sites web de qualité traitant du thème abordé ici, merci de compléter l'article en donnant les références utiles à sa vérifiabilité et en les liant à la section « Notes et références ».

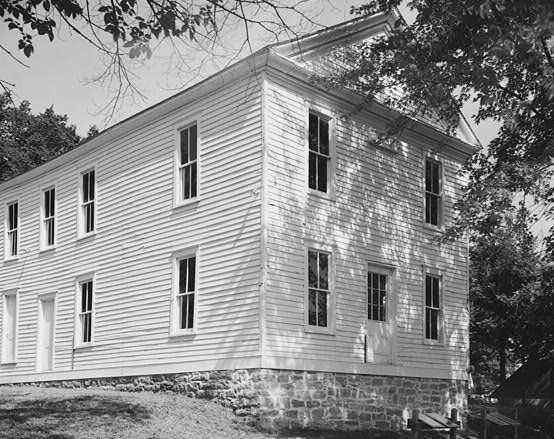
Constitution Hall à Lecompton

Le projet de constitution du parti esclavagiste au Kansas, en septembre 1857, dit Constitution de Lecompton visait à faire du Territoire du Kansas créé trois ans plus tôt dans la ville de Lecompton, un état esclavagiste. Le texte visait aussi donner une force juridique plus grande à l'esclavagisme, en interdisant toute ingérence, dans ce domaine, de l'état fédéral et de la capitale Washington. 
Le Territoire du Kansas faisait alors l'objet d'une course à l'annexion de terres, aussi bien des esclavagistes venus du Missouri que de leurs opposants, car l'apparition d'un état esclavagiste pouvait faire basculer l'équilibre national en faveur d'un camp ou d'un autre. 
Très contesté, quatre ans avant la guerre de Sécession, ce projet de constitution érigeait les affirmations suivantes :
- Section 1. Le droit de propriété précède et est supérieur à toute sanction constitutionnelle, et le droit du propriétaire d'un esclave sur son esclave [...] est identique et tout aussi inviolable que le droit du propriétaire de n'importe quelle autre propriété.
- Section 2. Aucune loi ne pourra émanciper les esclaves sans le consentement de leur propriétaire, ni sans payer aux propriétaires pleine compensation en argent de la valeur des esclaves ainsi émancipés. Il ne pourra être interdit aux personnes immigrant dans l'État d'y amener avec elles des personnes tenues pour esclaves par les lois de quelque État ou territoire des États-Unis dès lors [...] qu'elles en sont effectivement propriétaires [...]

Constitution de Lecompton, article VII, l'esclavage
Selon ces principes, la loi de l'Illinois libérant les esclaves présents sur son territoire viole les droits fondamentaux des citoyens du Missouri, et les principes de courtoisie entre États s'effacent naturellement devant la défense de ces droits.
Au même moment, un arrêt de la Cour suprême des États-Unis, rendu en mars 1857 appelé Scott v. Sandford prend fermement position en faveur de l'esclavage, déclarant, d'une part, qu'un Noir, même libre, ne peut être citoyen des États-Unis, d'autre part que, dans les territoires des États-Unis qui, à l'époque, ne sont pas encore des États et sont administrés par le gouvernement fédéral, ce dernier ne peut y interdire l'esclavage.
Les débats autour de la constitution, et au-delà autour de l'esclavage dans le territoire provoquèrent entre 1854 et 1858 une succession de violences annonçant la guerre de Sécession, appelée bleeding Kansas ou Bloody Kansas.
Après un premier référendum favorable au projet, mais contesté pour fraudes, les électeurs du Kansas revotèrent le 4 janvier 1858, et rejetèrent massivement la proposition Lecompton par un vote de 10 226 voix contre 138 (les partisans de l'esclavage avaient boycotté ce référendum). Et à Washington, la constitution Lecompton avait été rejetée par la Chambre fédérale des représentants en 1858 pour fraudes, beaucoup de démocrates nordistes votants avec le parti républicain contre les démocrates du sud, pro-constitution.
Le Kansas fut admis dans l'Union en tant qu'État libre en 1861, au moment où la guerre de Sécession commençait.